# Guanajibo (Mayagüez)
Guanajibo es un barrio ubicado en el municipio de Mayagüez en el estado libre asociado de Puerto Rico. En el Censo de 2010 tenía una población de 6029 habitantes y una densidad poblacional de 555,56 personas por km².

## Geografía
Guanajibo se encuentra ubicado en las coordenadas 18°10′7″N 67°9′33″O / 18.16861, -67.15917. Según la Oficina del Censo de los Estados Unidos, Guanajibo tiene una superficie total de 10.85 km², de la cual 9.16 km² corresponden a tierra firme y (15.56%) 1.69 km² es agua.

## Demografía
Según el censo de 2010, había 6029 personas residiendo en Guanajibo. La densidad de población era de 555,56 hab./km². De los 6029 habitantes, Guanajibo estaba compuesto por el 84.04% blancos, el 8.33% eran afroamericanos, el 0.2% eran amerindios, el 0.3% eran asiáticos, el 4.79% eran de otras razas y el 2.34% pertenecían a dos o más razas. Del total de la población el 98.82% eran hispanos o latinos de cualquier raza.